# Zodi i Tehu, aventures al desert
Zodi i Tehu, aventures al desert (títol original en francès, Zodi et Téhu, frères du désert) és una pel·lícula de comèdia d'aventures francesa de 2023 dirigida per Éric Barbier. S'ha doblat al valencià per a À Punt; també s'ha subtitulat al català central.

## Repartiment
- Yassir Drief: Zodi
- Alexandra Lamy: Julia
- Youssef Hajdi: Tarek
- Said Bey: Abdallah
- Jesuthasan Antonythasan: Kumail
- Pierre Hancisse: Jean-Louis
- Nadia Benzakour: Amina
- Amine Ennaji: Issouf
- Driss Ouhssin: Ali
- Mustapha Grumij: Fouad
- Anas El Baz: Moetaz